# Die Killerhand
Die Killerhand ist eine US-amerikanische Horrorkomödie aus dem Jahr 1999 mit Devon Sawa und Jessica Alba in den Hauptrollen.

## Handlung
Der 17-jährige Anton macht den ganzen Tag nichts anderes als Fernsehen und Kiffen. Als seine Eltern am Morgen von Halloween spurlos verschwunden zu sein scheinen, macht er sich keine großen Sorgen – bis er ihre verstümmelten Leichen im Wohnzimmer als Halloweenmonster dekoriert findet. Wie sich herausstellt, hat Antons rechte Hand ein mörderisches Eigenleben entwickelt und hat in letzter Zeit des Öfteren gemeuchelt, ohne dass Anton etwas davon gemerkt hat oder etwas dagegen unternehmen kann. Auch Antons beste Freunde Mick und Pnub müssen dran glauben, als sie wieder mal bei ihm abhängen. Pnub wird im Keller von Anton auf der Flucht mit einem Kreissägenblatt geköpft, und Mick wird von Anton eine Glasflasche in die Stirn gerammt. Doch da den beiden das Leben in all seinen Formen einfach zu gut gefällt, kehren sie als Zombies wieder zurück, als Anton die beiden beerdigen will. Fortan stehen sie Anton bei, wenn auch eher mithilfe von gefährlichem Halbwissen und mutigen, aber verhältnismäßig unnützen Aktionen.
Zunächst versucht Anton, den Rat eines Bekannten zu befolgen, indem er seine Hand dauerhaft „beschäftigt“. So versucht er sich am Häkeln von Schals. Als zwei Ex-Klassenkameraden, die mittlerweile Polizisten sind, Antons tote Kumpel im Wohnzimmer sitzen sehen, stürmen sie das Haus, werden aber gleich darauf von der rasenden Hand gemeuchelt. Unterdessen wird Mick und Pnub klar, dass sie mit etwas Geschick auf der Halloweenparty garantiert den Preis für die besten Verkleidungen gewinnen können. So hat Mick die Idee, Pnubs Kopf, der seit seinem Tod die ganze Zeit auf dem Sessel liegt und fernsieht, mit einer Grillzange wieder auf seinem Hals zu fixieren.
Als Anton klar wird, dass es seine Killerhand auf die hübsche Molly, mit der Anton nach Jahren der Sehnsucht gerade eben erst zusammengekommen ist, abgesehen hat, um sie mit in die Hölle zu nehmen, hackt er sich das mordlustige Körperteil kurzerhand ab. Doch die Killerhand lebt auch ohne Anton weiter. Anton schafft es zwar sie in der Mikrowelle einzusperren, die Hand wird kurz darauf aber unabsichtlich von Mick und Pnub befreit und flieht durch das Fenster, als diese sich einen Burrito aufwärmen wollen. Schließlich bringt sie Molly auf der Halloweenparty der Schule in ihre Gewalt und fesselt sie auf ein Autodach in der Schulgarage, um sie per Hebebühne an ein an die Decke gezeichnetes Pentagramm zu drücken, um sie mit in die Hölle zu nehmen.
Wie sich zeigt, sind Anton und seine beiden Zombie-Freunde nicht die Einzigen, die der Killerhand hinterherjagen. Auch die Druidenpriesterin Debi LeCure hat es auf das mörderische Körperteil abgesehen. Sie hat herausgefunden, dass man denjenigen, dessen Hand besessen ist, mit einem Dolch töten muss, um den Fluch ein für alle Mal zu beenden. Zunächst will sie Anton umbringen, als sie aber feststellt, dass der seine mörderische Hand bereits los ist, jagen sie dem entflohenen Körperteil gemeinsam hinterher.
Die Hand hat Molly schon in ihre Finger bekommen, gefesselt und will sie mit zur Hölle nehmen, als Anton, Mick und Pnub auftauchen. Sie wollen die in eine Handpuppe gekleidete Hand daran hindern die Hebebühne zu benutzen, doch Mick und Pnub entdecken in der Werkstatt einen modifizierten Autoauspuff, welchen sie als Haschpfeife benutzen und erstmal einen durchziehen. Kurz bevor die Hand es schafft, Molly mit der Hebebühne an die Decke zu pressen, nimmt Anton einen tiefen Zug aus der Pfeife, und atmet den Rauch unter den Stoff der Handpuppe. Danach wird die nun bekiffte Hand mit dem Dolch durchstoßen und verschwindet mit einem kleinen „Puff“. Molly ist gerettet, alles scheint gut zu sein. Doch gerade als Anton seine Freundin küssen will, wird er von dem Auto auf der Hebebühne zu Boden gedrückt und bricht sich alle Knochen, sodass er mit einem Ganzkörpergips im Krankenhaus landet.
Drei Tage später: Die Zombies Mick und Pnub wollen ins Jenseits schreiten, besuchen aber Anton vorher noch im Krankenhaus. Nach einem kleinen Gespräch wollen sie gehen, können es sich aber nicht verkneifen, ihren Freund Anton vorher noch einen gehörigen Schrecken einzujagen, indem sie ihn glauben machen, dass die Killerhand immer noch existiert und auf der Jagd ist.

## Hintergrund
Der US-Filmstart von Die Killerhand wurde nach dem Amoklauf an der Columbine High School (April 1999) verschoben, da in dem Film, ungeachtet der Comedy- und Fantasyelemente, ein Teenager seine Eltern und seine Freunde umbringt.
Bei einem Budget von 20 Millionen US-Dollar spielte der Film nur 4 Millionen US-Dollar wieder ein.

### Synchronisation
Die deutsche Synchronfassung entstand bei der Hermes Synchron, Potsdam. Andreas Pollak schrieb das Dialogbuch und führte Regie.
| Rolle        | Darsteller      | Synchronsprecher         |
| ------------ | --------------- | ------------------------ |
| Anton Tobias | Devon Sawa      | Simon Jäger              |
| Mick         | Seth Green      | Julien Haggège           |
| Pnub         | Elden Henson    | Bernhard Völger          |
| Molly        | Jessica Alba    | Dascha Lehmann           |
| Debi LeCure  | Vivica A. Fox   | Claudia Urbschat-Mingues |
| Randy        | Jack Noseworthy | Björn Schalla            |
| Tanya        | Katie Wright    | Natascha Rybakowski      |
| McMacy       | Sean Whalen     | Gerald Schaale           |
| Ruck         | Nicholas Sadler | Matthias Klages          |

## Kritik
„Einen Tag vor Halloween wird eine amerikanische Kleinstadt von einer grausamen Mordserie heimgesucht. Der Täter ist die ‚Killerhand‘ eines notorischen Faulenzers, die ein blutiges Eigenleben führt. Selbst als sich der junge Mann durch Selbstamputation des mörderischen Körperteils entledigt, ist der morbide Spuk nicht zu Ende. Degoutanter, streckenweise auch langweiliger Versuch, das Splatter-Genre mit der Teenager-Komödie zu verbinden. Über die mangelnde inhaltliche Tiefe der Handlung sollen bizarrer Humor und Punkrock-Songs hinwegtäuschen.“

## Besonderheiten
In dem Film wird überwiegend diegetische Musik verwendet, was dem Zuschauer hilft, sich mehr in den Film hineinzuversetzen.
Der Regisseur filmte jede Einstellung in einem anderen Kamerawinkel, um so die „verrückte“ Lage des Hauptdarstellers zu zeigen.
Blink-182-Gitarrist Tom DeLonge und Tenacious-D-Gitarrist Kyle Gass haben kurze Gastauftritt als Bedienung in einem Fast-Food-Restaurant.
In einer kleinen Rolle als Kiss-Girl „Tiffany“ ist das ehemalige Playmate Kelly Monaco zu sehen.
Außerdem hat die Punkband The Offspring einen Auftritt auf dem Halloweenfest in der Schule. Sie spielen zwei Lieder, bevor Frontman Dexter Holland nach einer kurzen Sprechrolle skalpiert wird. Eines der Lieder heißt Beheaded aus ihrem Debüt-Album The Offspring. Das andere ist ein Cover des Ramones-Songs I wanna be sedated.
Die Filmszene, die sich Mike und Pnub im Fernsehen bei Anton anschauen, stammt aus dem 1978er Horrorfilm Zombie (Dawn of the Dead) von George A. Romero.